# Mercaderes de ilusiones
Mercaderes de ilusiones (The Hucksters) es una película del año 1947 de Metro-Goldwyn-Mayer dirigida por Jack Conway y protagonizada por Clark Gable. Además, supuso el debut de la actriz Deborah Kerr en la gran pantalla americana. El reparto está formado por: Sydney Greenstreet, Adolphe Menjou, Keenan Wynn, Edward Arnold y Ava Gardner. El largometraje está basado en la novela The Hucksters (Mercaderes de ilusiones) de Frederic Wakeman (sénior).

## Argumento
Victor Norman (Clark Gable) es un ejecutivo de publicidad radiofónica que ha luchado en la Segunda Guerra Mundial y se encuentra en busca de un trabajo similar al que tenía antes de la guerra. Mientras está en su habitación del hotel tira literalmente todo el dinero por la ventana, y le dice al botones que si aguanta con cincuenta dólares le «ayudará a ser sincero a la hora de conseguir un trabajo». De camino a la entrevista, se gasta treinta y cinco de esos dólares en una «auténtica» pajarita pintada a mano.

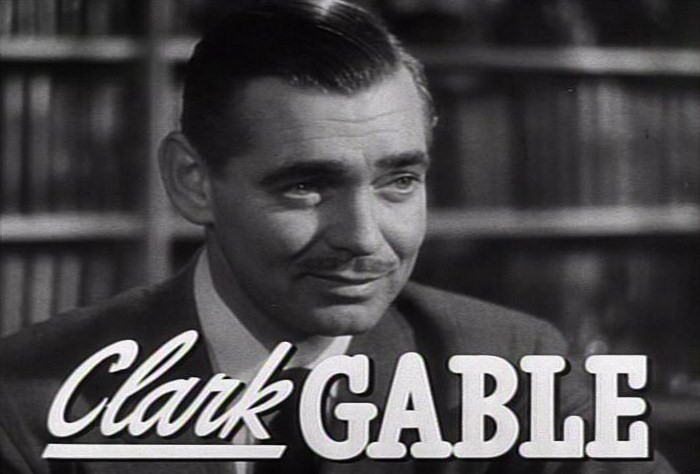
Victor Norman: vuelve de la guerra y va en busca de hacer fortuna en Madison Avenue

Vic consigue una cita para una entrevista de trabajo en la agencia de publicidad Kimberly con el Sr. Kimberly en persona (Adolphe Menjou). Mientras se analizan mutuamente, les interrumpe una llamada de Evan Llewellyn Evans (Sydney Greenstreet), el jefe mandón y gruñón de Beautée Soap, que es la empresa acreedora más importante de la agencia. La llamada desbarata la entrevista de trabajo; así que, Vic se ofrece a realizar una desagradable tarea para Kimberly: reclutar a la Srta. Kay Dorrence (Deborah Kerr) para una campaña de Beautée Soap producida en la alta sociedad neoyorquina. 
En la elegante mansión Dorrance se hace pasar por miembro de la Charity League y enreda a Kay en el acuerdo; pero cuando llegan a la sesión fotográfica, el director artístico de Beautée realiza una sesión compositiva en la que Kay debe llevar un «picardías suelto y con volantes». Vic rechaza el concepto y dirige una digna sesión de fotos en la que Kay está con sus hijos vestida de noche.
Al día siguiente de esta vorágine, se les cita a Vic y a «Kim» en las oficinas de Beautée donde los recibe el Sr. Evans, quien cuando llegan allí lo primero que hace es escupir con energía contra la mesa de conferencias para que así conozcan su ideología sobre la publicidad: «¡Me acaban de ver haciendo algo asqueroso, pero estoy seguro de que siempre lo recordaran!» Tras lo ocurrido, le echa en cara a Vic el cambio que realizó en la sesión de fotos; a lo que Vic le responde que « «El jabón Beautée es un producto limpio y que, por lo tanto, su anuncio no lo es". Cuando Kim pone el anuncio de radio que Vic grabó por la noche («Love That Soup») le gusta tanto al señor Evans que le dice a Kim que lo contrate. «Tienes los dientes en nuestros problemas» —le dice a Vic, mientras se quita y abrillanta su dentadura—.
Vic se siente atraído por Kay. Cuando los dos acuden a la cita con el señor y la señora Kimberly, un Kim borracho confiesa de manera violenta que creó su agencia tras derrocar a su antiguo mentor, e intentar robar el producto de la empresa acreedora Beautée. Vic organiza honestamente una escapada de fin de semana para la pareja en uno de sus viejos refugios de preguerra en Connecticut. Al llegar, Kay se encuentra con que el lugar está ahora bajo el control de su nuevo propietario, y que los han registrado en habitaciones contiguas conectadas a través de una puerta. Tras lo ocurrido, Kay se marcha y promete no volver a ver a Vic nunca más.
Seguidamente, Evans cita a Vic y a Kim a una rara «charla» de domingo y les revela que quiere crear un nuevo programa de variedades de radio, organizado en torno al no muy famoso comediante, Buddy Hare (Keenan Wynn). Recrimina a los dos publicistas por tener que realizar él mismo su trabajo, poniéndoles al corriente de que el agente de Hare, Dave Lash (Edward Arnold) partirá hacia la costa en el tren de la tarde. Vic tratará de firmar un acuerdo, antes de que las intenciones de Evans se filtren y aumenten el precio de Hare. De camino a la estación, se detiene en casa de Kay, pero ella se muestra distante con él: «No vas a hacer promesas con tal de no mostrar lo que sientes» —y él le contesta— «Este es el tipo de persona que soy». Coge el billete del tren; es una despedida difícil para los dos.

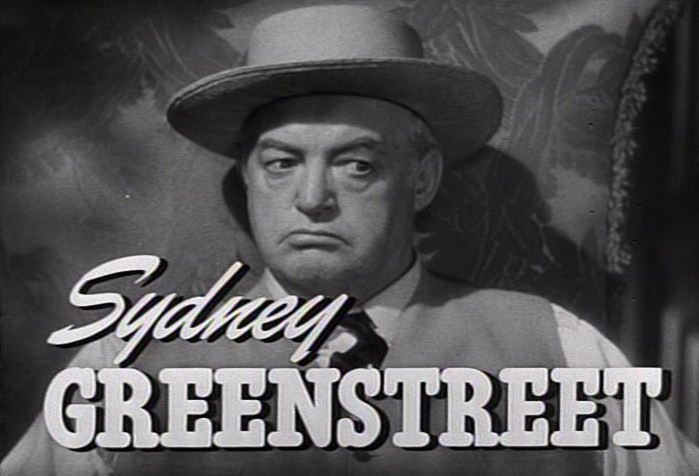
Evan Llewellyn Evans: Jefe tirano de Beautée Soap, la empresa acreedora más importante de la agencia

En el tren, Vic se topa con su antiguo amor, la cantante Jean Ogilvie (Ava Gardner). Vic la incluye en su plan para firmar un acuerdo con Hare: con Ogilvie como su cómplice, consigue que el agente Lash le ofrezca a Hare a precio de ganga. Cierran el acuerdo, y cuando Lash se da cuenta de que lo ha hecho, gentilmente se compromete a cumplirlo.
Una vez en Hollywood, Vic y sus escritores se ponen a crear el programa de radio; desde el principio, excluyen a Hare de los actos porque sus aportaciones son muy tópicas. Una noche, Vic se sorprende al encontrar a Kay entre las sombras fuera de su bungalow, para tratar de arreglar las cosas. Ella lo consigue, y Vic empieza a hablarle de matrimonio, y de verse a sí mismo como el sustentador de Kay y de sus hijos.
Sin embargo, se produce un problema cuando un tecnicismo jurídico anula el contrato de Buddy Hare. Fue un error sin mala fe de Dave Lash, pero Vic realiza crueles insinuaciones sobre la infancia de Lash y chantaje implícito para conseguir que el agente se encargue de pagar con su propio dinero la diferencia del precio. Vic se arrepiente inmediatamente de la táctica, y la conducta hiriente hacia Lash le hace sentir incluso más miserable.
De vuelta a Nueva York con el espectáculo en  mano y todo controlado, Vic y Kim reproducen la grabación para Evans. Un nuevo Vic sumiso, ahora con pensamientos de una familia a la que alimentar, se encuentra realizando el papel rastrero que Evans necesita de sus subordinados, y se da cuenta de que eso no es para él. A pesar de que a Evans le gustaba el espectáculo, Vic se levanta, vierte un vaso de agua sobre Evans, le dice que está «completamente mojado», y se va con paso firme de la habitación.
Fuera, en el coche de Kay, Vic le cuenta que tendrán que posponer la boda hasta que él se pueda recuperar económicamente. Kay le contesta que el dinero, o al menos «mucho dinero» no es lo más importante, que él «puede vender cosas con dignidad y respeto». Vic mete la mano en el bolsillo, saca el dinero y lo tira a la calle. «Ahora empezamos desde cero» —dice— «así mucho mejor».

## Reparto
- Clark Gable como Victor Albee Norman.
- Deborah Kerr como Kay Dorrance.
- Sydney Greenstreet como Evan Llewellyn Evans.
- Adolphe Menjou como Sr. Kimberly
- Ava Gardner como Jean Ogilvie.
- Keenan Wynn como Buddy Hare.
- Edward Arnold como David Lash.
- Aubrey Mather como Sr. Glass
- Richard Gaines como Cooke.
- Frank Albertson como Max Herman.
- Douglas Fowley como Georgie Gaver.
- Clinton Sundberg como Michael Michaelson.
- Gloria Holden como Sra. Kimberly.
- Connie Gilchrist como Betty.
- Kathryn Card como Regina Kennedy.
- Lillian Bronson como Srta. Hammer
- Vera Marshe como Gloria.
- Ralph Bunker como Allison.
- Virginia Dale como Kimberly Receptionist.
- Jimmy Conlin como Blake.

## Producción
La novela de Frederic Wakeman de 1946 Mercaderes de ilusiones se mantuvo durante medio año (35 semanas) en lo alto de la lista de los libros más vendidos, ayudado probablemente por su provocativa controversia. La revista Life nominó el libro como «la mejor parodia best seller del año pasado» e incluso Clark Gable, quien finalmente sería el protagonista en la adaptación al cine, dijo: «Es obsceno y no es divertido». Al contrario de los sentimientos literarios de Life y de Gable, Metro-Goldwyn-Mayer pagó 200.000 dólares por los derechos cinematográficos, incluso antes de que la novela se publicara.
El guionista Luther Davis y los adaptadores de novelas, Edward Choderov y George Wells, «tenían que realizar un exhaustivo trabajo» para llevar el proyecto de acuerdo a los gustos de  Louis B. Mayer y las reglas del Código Hays. Tuvieron que eliminar todas las escenas sexuales explícitas (en 1946), y cambiaron a la Sra. Dorrance, que aparece en el libro como una mujer casada, por una viuda de guerra, y así ella y Vic «podrían vivir felices y comer perdices». Sin embargo, fue más problemático el retrato del agente de talentos David Lash, un personaje fundamental en la segunda mitad de la película. El personaje de Lash se basó en un superagente de la vida real, Jules Stein, el fundador de una potente agencia de talentos MCA Inc., y el mentor de Lash en Hucksters, Freddie Callahan, quien tenía un parecido físico innegable con Lew Wasserman, el mentor de Stein en 1946 quien encabezará finalmente MCA.
Incluso en 1947, «hubo temor a las represalias de MCA" sobre el retrato de Stein y Wasserman. Vic afirma en varias ocasiones que «Dave Lash es un hombre honesto» cuando surge el conflicto sobre el contrato de Buddy Hare. El otro problema fue el origen étnico de Lash/Stein: en la novela, Vic le cuenta a Lash que la gente pondrá en duda su honestidad por ser judío; Davis eliminó todas las referencias sobre la identidad étnica de Lash y lo convirtió en un niño que había tenido problemas, pero que luego «fue por el buen camino", y al final tuvo éxito.
Una vez acabado el guion y con Clark Gable conforme con él; el productor, Arthur Hornblow (hijo), tomó las últimas decisiones en cuanto al reparto y «reunió un elenco de apoyo excepcional» que incluía actores veteranos como Sidney Greenstreet, Adolphe Menjou y Arnold, el emprendedor Keenan Wynn y la «hasta ahora desconocida» Ava Gardner. Los mánagers de MGM seleccionaron Mercaderes de ilusiones como la película debut en Hollywood de la actriz británica Deborah Kerr, la cual había llamado la atención en diez películas británicas desde 1941, lo cual provocó que la producción se acelerara a manos de Louis B. Mayer, quien quiso estrenar la película el próximo agosto, reviviendo así el nombre de Gable tras el fracaso de la película Aventura, su última película, y el lanzamiento de Kerr al estrellato en Hollywood.

Durante la producción de la película, Ava Gardner se echó atrás al saber que coprotagonizaría la película junto a su ídolo de la infancia.  Hornblow le pidió a Gable que la llamara y él le dijo a Gardner: «Se supone que debo hacerte entrar en razón, pero no voy a hacerlo, odiaba cuando me lo hacían a mí; pero espero que cambies de opinión, pequeña, creo que será divertido trabajar juntos».  Desde entonces los dos se convirtieron en amigos de por vida.
Gable también intentó tranquilizar a Kerr, quien estuvo nerviosa cuando la filmación comenzó. Para ello, le envió seis docenas de rosas en su primer día de trabajo, y «los dos congeniaron desde el principio, tanto dentro como fuera del set».
El director Jack Conway, veterano de la MGM, con éxitos que se remontan a la época del cine mudo, estrenó esta película, su penúltima película, en agosto de 1947. Su presupuesto fue de 2,181,486 €.

## Recepción de la crítica
A pesar de que Louis B. Mayer eligió cuidadosamente, y gastó sin reparo para lanzar a Deborah Kerr al estrellato y revivir el nombre de Clark Gable, tras su ausencia durante la Guerra de la pantalla, Mercaderes de ilusiones tuvo varias críticas, muchas de ellas negativas.
La revista Life, la cual vituperó la novela de Wakeman, no perdió oportunidad al decir: «La versión cinematográfica del famoso ataque en la empresa publicitaria parece no estar a la altura de sus propios anuncios», y la llamó «un estudio exagerado y cínico sobre las grandes empresas y los grandes anuncios».
Bosley Crowther escribió en The New York Times que se destacaba mucho a Gable. «A no ser de que te guste mucho Clark Gable, vas e encontrar esta película de una hora y cincuenta y cinco minutos (quizás ocho) muy monótona. El resto de la película trata sobre él». En cambio, Kerr le gustó algo más: «Nosotros pedimos un poco más de ella. No es que su gran pasión por este matón tenga mucho sentido, pero la señorita Kerr es una persona encantadora y que da caché a la película». Además, mantuvo su mejor elogio para Greenstreet y Menjou, denominando sus contribuciones como «entretenidas y fascinantes»
La revista Variety se mostró indiferente ante Gable y Kerr. «Por algún motivo, Clark Gable apenas consigue resultados notables con su papel de charlatán. Al igual que Deborah Kerr, y los matices remilgados que le da a su volátil rol romántico». En The Times, se mostraron más entusiastas con el resto del reparto: «La interpretación de Sydney Greenstreet como el déspota de la comedia emerge como la gran actuación de la película, igual que Keenan Wynn, con su papel de exvendedor sobreactuado de refrescos en cabarés que se convierte en humorista de radio. Ava Gardner logra su papel de cantante primeriza; Adolphe Menjou es el jefe estresado de la agencia de radio que debe satisfacer las preferencias anticuadas de Evan, dado que posee un capital de 10 millones de dólares». Por último, y sin duda, muchos de los espectadores de 1947 advirtieron (por decirlo de manera cortés) que «Gable aparece apuesto y elegante pero, de algún modo, su madurez ensombrece su papel de mercader caprichoso, su manera de hablar en un trabajo de 35.000 dólares y su fama de donjuán…».
De hecho, las relaciones de Gable con las dos mujeres de la historia generaron comentarios. Referente al romance entre Vic y Kay, la revista Life fue contundente: «La historia de amor es rematadamente aburrida. En contraposición a la feminidad de Deborah, la virilidad estudiada de Clark Gable resulta embarazosa… algo que nunca le había pasado, ni a los tipos duros como Joan Crawford en Tessie y Jean Harlow en sus mejores días». Aunque otros aplaudieron a Kerr y a la pareja: The Hollywood Reporter dijo de Kerr que era «una estrella inglesa encantadora... una personalidad fascinante en su debut en América». El New York Herald Tribune calificó al dúo de «ideal»: «Deborah Kerr ha realizado un excelente debut en las pantallas americanas». Lee Server, el biógrafo de Ava Gardner, destacó la atracción entre Vic y su antiguo amor Jean Ogilvie: Gable y Gardner «han demostrado ser una pareja magnífica, con una chispa en pantalla que revela su entretenimiento natural y el placer mutuo que sienten en compañía del otro».
A pesar de que la novela en la que se basó fue un fenómeno superventas durante mucho tiempo, Mercaderes de ilusiones solo ascendió hasta el duodécimo puesto en las taquillas de 1947 y recaudó 3.635.000$ en EE. UU. y Canadá, y 810.000$ en el resto del mundo, con un total de beneficios de 412.000$. La lista de las películas más taquilleras la encabezaba la vuelta a casa de unos soldados: Los mejores años de nuestra vida. La autora Denise Mann sugiere que la escasa fortuna que consiguió la película pudo ser a causa del lado desagradable que mostró Vic Norman: «La interpretación de Clark Gable como hombre de anuncio antiheroico, en lugar del hombre valiente que vuelve de la guerra, pudo ser causante de los escasos beneficios». Además, «fue un fracaso en el mercado extranjero, donde en aquellos tiempos no se sabía nada ni de publicidad americana ni de radiodifusión».
La opinión sobre Mercaderes de ilusiones se ha suavizado a medida que han pasado los años.  Halliwell's Film Guide dice de ella que es «un buen entretenimiento para la actualidad, sigue divirtiendo y ofrece una buena impresión de su tiempo», y también elogia la actuación de Greenstreet. El breve resumen actual del New York Times la califica como «una de las mejores películas de posguerra de Clark Gable y una de las mejores sátiras de Hollywood sobre el mundo enrevesado de la publicidad». 

## Versiones en vídeo
Las ediciones en VHS de Mercaderes de ilusiones están agotadas. La primera versión en DVD se creó en agosto del 2011 para formar parte de la Warner Archive Collection.